# ليوني يانغبا زوي
ليوني يانغبا زوي (بالفرنسية: Léonie Yangba Zowe)‏ وتُعرف أكثر باسم زوي (بالفرنسية: Zoe)‏ هي مُخرجة سينمائية من جمهورية إفريقيا الوسطى.
درست يانغبا زوي في فرنسا، وقد كتبت أطروحة عن المُخرج النيجيري أومارو غاندا.
أخرجت عدة أفلام وثائقية بدعم من وزارة التعاون الفرنسية. وتعرض في هاته الأفلام التراث الثقافي الذي تزخر به جمهورية إفريقيا الوسطى من رقصات وطقوس شعبية. عُرض فيلمان وثائقيان لها في مهرجان كريتيل الدولي لأفلام المرأة سنة 1989.

## أفلامها
- فيلم يانغبا بولو (بالفرنسية: Yangba bolo)‏، وصدر سنة 1985.
- فيلم «لينغي» (بالفرنسية: Lengue)‏، وصدر سنة 1985.
- فيلم «نزالي» (بالفرنسية: N'Zale)‏، وصدر سنة 1986.
- فيلم «أقوال الحُكماء» (بالفرنسية: Paroles de sages)‏، وصدر سنة 1987.

## روابط خارجية
ليوني يانغبا زوي على موقع IMDb (الإنجليزية)